# Cristianización de Irlanda
La evangelización de Irlanda se desarrolló entre el primer cuarto del siglo V y finales del siglo VI. En esos pocos más de 150 años, Irlanda pasó de ser una isla pagana sin contacto con la cultura clásica a convertirse en la primera potencia cultural cristiana de occidente.

## La primera oleada

### Orígenes continentales
La primera ocasión en que los términos Irlanda y cristianismo aparecen juntos en un texto histórico es en la Crónica de Próspero de Aquitania. En ella se nos informa de que, en el año 431 un tal Palladius, obispo de origen galo, fue enviado por el papa Celestino I  a los irlandeses creyentes en Cristo, un año antes de que los posteriores anales irlandeses nos hablen de la llegada de San Patricio a la isla esmeralda.
Este texto nos proporciona ya dos informaciones importantes: la primera, que San Patricio no fue ni el primero ni el único misionero cristiano enviado a Irlanda. Y segundo, que en Irlanda, en el segundo cuarto del siglo V ya existían comunidades cristianas en funcionamiento.
Aunque no sabemos cómo llegó el cristianismo a Irlanda por vez primera, conocemos la existencia de comunidades irlandesas establecidas en Gran Bretaña, tanto en Gales como en Escocia. Estas comunidades, que mantenían contactos con los britanos, muchos de ellos cristianos, lo que habría facilitado el contacto de los irlandeses de Irlanda con el cristianismo.
Otra posible puerta de entrada serían los prisioneros de guerra. Ya a finales del siglo IV, con las legiones romanas en retroceso, las incursiones irlandesas en las costas britanas en busca de botín y esclavos eran frecuentes (el propio San Patricio fue secuestrado en uno de esos ataques); estos cautivos habrían llevado su religión con ellos, manteniendo e incluso difundiendo su práctica durante su permanencia en Irlanda.
Acompañando a Palladius, vinieron otros misioneros como Iserninus, Auxilius o Severinus. Aunque desconocemos exactamente el resultado de la misión, la toponimia nos indica que su trabajo se desarrolló principalmente en la provincia de Leinster. En este primer contacto con la sociedad irlandesa, los misioneros tratarían de implantar un sistema similar al utilizado en el continente, organizando la administración por diócesis gobernadas por obispos; sin embargo, la peculiar naturaleza de la sociedad irlandesa, sin centros urbanos, pronto se revelaría incompatible con esta estructura.

### San Patricio

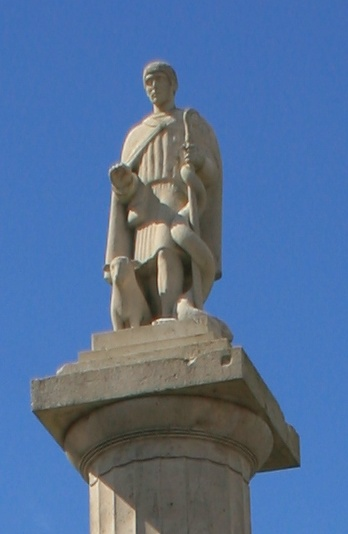
Estatua de San Patricio en la Westport, condado de Mayo

El nombre más conocido de este primer período de evangelización es, sin duda, el de San Patricio, hasta el punto de que se le considera el único evangelizador de la isla. Esta inmensa popularidad se debe principalmente a dos hechos: primero, fue el único del que nos ha llegado constancia documental de su labor misionera, a través de dos de sus escritos: las Confesiones, un relato autobiográfico y de su trabajo en Irlanda y la Carta a Coroticus; y, en segundo lugar, a que, al haber desempeñado su actividad en el Úlster, su figura fue reivindicada siglos después por la poderosa iglesia de Armagh, que buscaba ser reconocida como la sede primada de Irlanda y que contaba con el respaldo de la familia de los Uí Néill, la más poderosa de la isla. Las Vidas de Patricio escritas en el siglo VIII por Muirchu y Tírechán son una buena muestra de esta labor.
Según relata en sus Confesiones, Patricio nació en el seno de una acomodada familia de la Britania romana y fue raptado en su adolescencia por piratas irlandeses que lo vendieron como esclavo. Pasó su juventud trabajando como pastor, posiblemente en la zona del actual condado de Donegal, hasta que escapó de su cautiverio y regresó a su hogar. Una vez allí, viajó a la Galia, donde se entró en la carrera eclesiástica. Una noche, escuchó en sueños la llamada de los irlandeses que le pedían volviese a la isla para predicar la palabra de Dios, y así lo hizo hasta su muerte, que los Anales de Úlster sitúan en torno al año 492-493.

## Segunda generación

### La influencia británica
Pese a lo que los posteriores cronistas, sobre todo los relacionados de alguna forma con San Patricio y Armagh, nos han transmitido a finales del siglo V la presencia del cristianismo en Irlanda apenas anécdotica, centrada en las cortes reales y poco más.
Sin embargo, en torno al año 500 llega a la isla una segunda oleada misionera, protagonizada en este caso por misioneros provenientes de Gran Bretaña. Estos nuevos evangelizadores, a diferencia de Palladio y Patricio, no habían sido formados en el mundo urbano de la Galia, sino que su trayectoria se había forjado en monasterios.
Entre los nombres más destacados están los de San Enda de Aran, San Finnian o San Mochta (Mateo). San Enda, aunque irlandés de nacimiento, había estudiado en Escocia, posiblemente en el monasterio de Whithorn. A su regreso a Irlanda, fundó un monasterio en Aran, bajo una regla particularmente estricta, donde estudiaron muchos de los santos irlandeses posteriores como San Ciaran de Clonmacnoise o San Columba. Por su parte, San Finnian, fundador del monasterio de Clonard se había formado en Gales, en la abadía de Llancarfan.
La influencia de este segundo movimiento comenzaría a orientar la evolución de la iglesia de Irlanda hacia el monasticismo y el interés por el estudio y el conocimiento, que serían las notas distintivas de la iglesia celta durante el siguiente milenio. Aunque escasos, los progresos de la evangelización durante esta segunda fase lograrían elevar el número de conversos.

## Los desastres delsigloVI
Sin embargo, sería una serie de catástrofes naturales y humanas las que constituirían el catalizador para la conversión masiva de los irlandeses a la nueva fe.

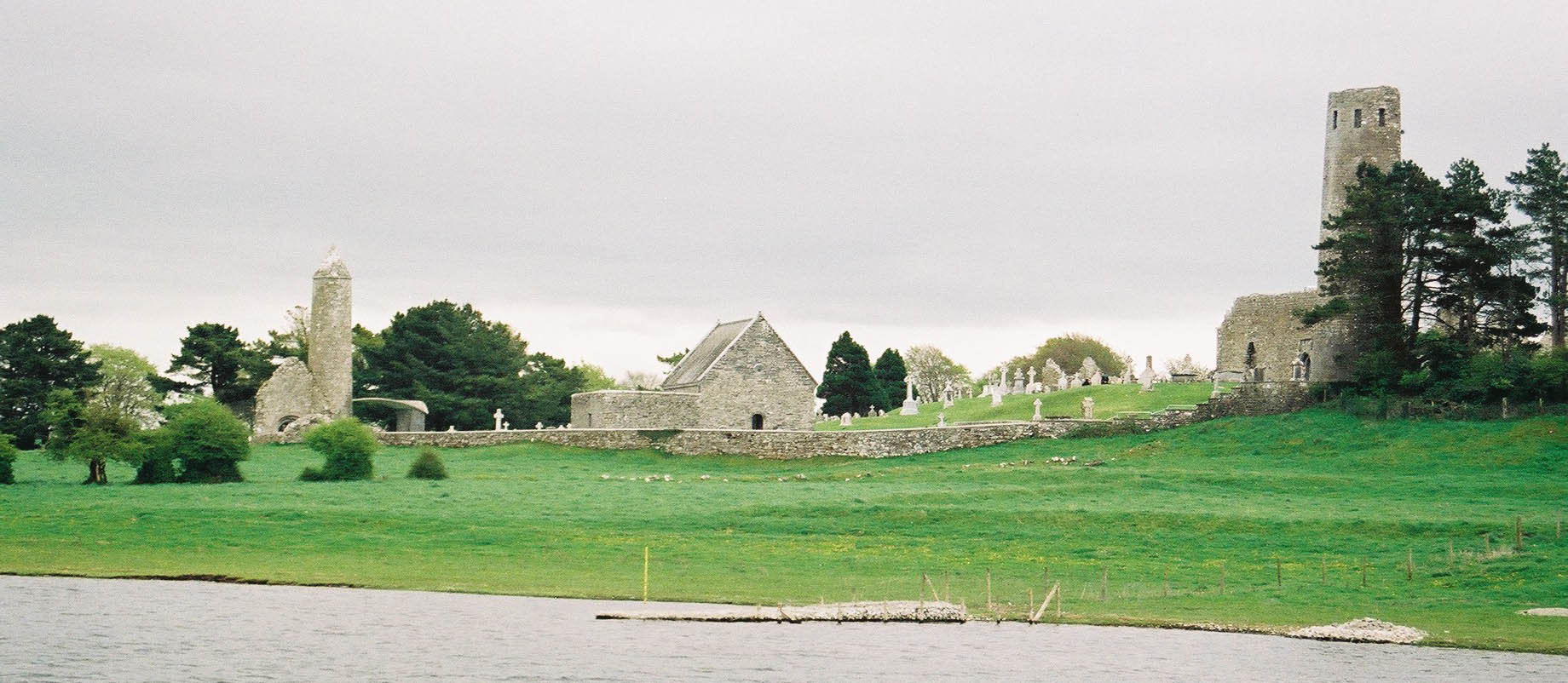
Vista de Clonmacnoise desde el río Shannon.

Según los estudios realizados por Michael Baillie, experto en dendrocronología, en torno a los años 535-540 se produjo algún tipo de catástrofe climática, posiblemente una erupción volcánica masiva, que afectó a todo el planeta y que provocó pérdida de cosechas y la consiguiente hambruna. Como consecuencia, los desórdenes y las guerras se extendieron por todo el hemisferio norte. Por si esto fuera poco, tras el desastre climático sobrevino una plaga de peste, conocida como la plaga de Justiniano, que provocó una gran mortandad entre la población europea. En Irlanda, la plaga afectó especialmente a los estratos más altos de la sociedad, que vivían en cortes donde la sobrepoblación facilitaba la propagación de la enfermedad. Estos años marcan el comienzo del cambio político, con la expansión de los Uí Néill hacia el este desde sus territorios ancestrales de Connacht y la emergencia de los Eóganachta en Munster, a costa de los antiguos grupos de población que habían dominado el país durante siglos. 
Es también este el período de las fundaciones de los grandes monasterios y de la tercera oleada de santos irlandeses, que serán los primeros que viajen al extranjero a difundir el Evangelio. Así, Clonmacnoise es fundado por San Ciarán en 545; San Colmcille funda Iona en 563; San Brandon fundó el monasterio de Clonfert entre 558 y 564 y realiza su famoso viaje.

## El monasticismo irlandés
A comienzos del siglo VII es cuando empezamos a disponer de registros escritos elaborados por los grandes centros monásticos fundados en la segunda mitad del siglo anterior. Nos encontramos con una iglesia ordenada en torno, no a sedes episcopales como en el continente, sino en torno a monasterios y abades, que serán los grandes directores de esta iglesia.
Esta iglesia celta es diferente a la continental en muchos aspectos, especialmente en su organización interna, controlada por abades; la tonsura monástica, que en el continente se practica en la coronilla, aquí se realiza en la parte anterior de la cabeza y frente y el cálculo de la Pascua ... Y, sobre todo en la importancia que se al conocimiento y al estudio.

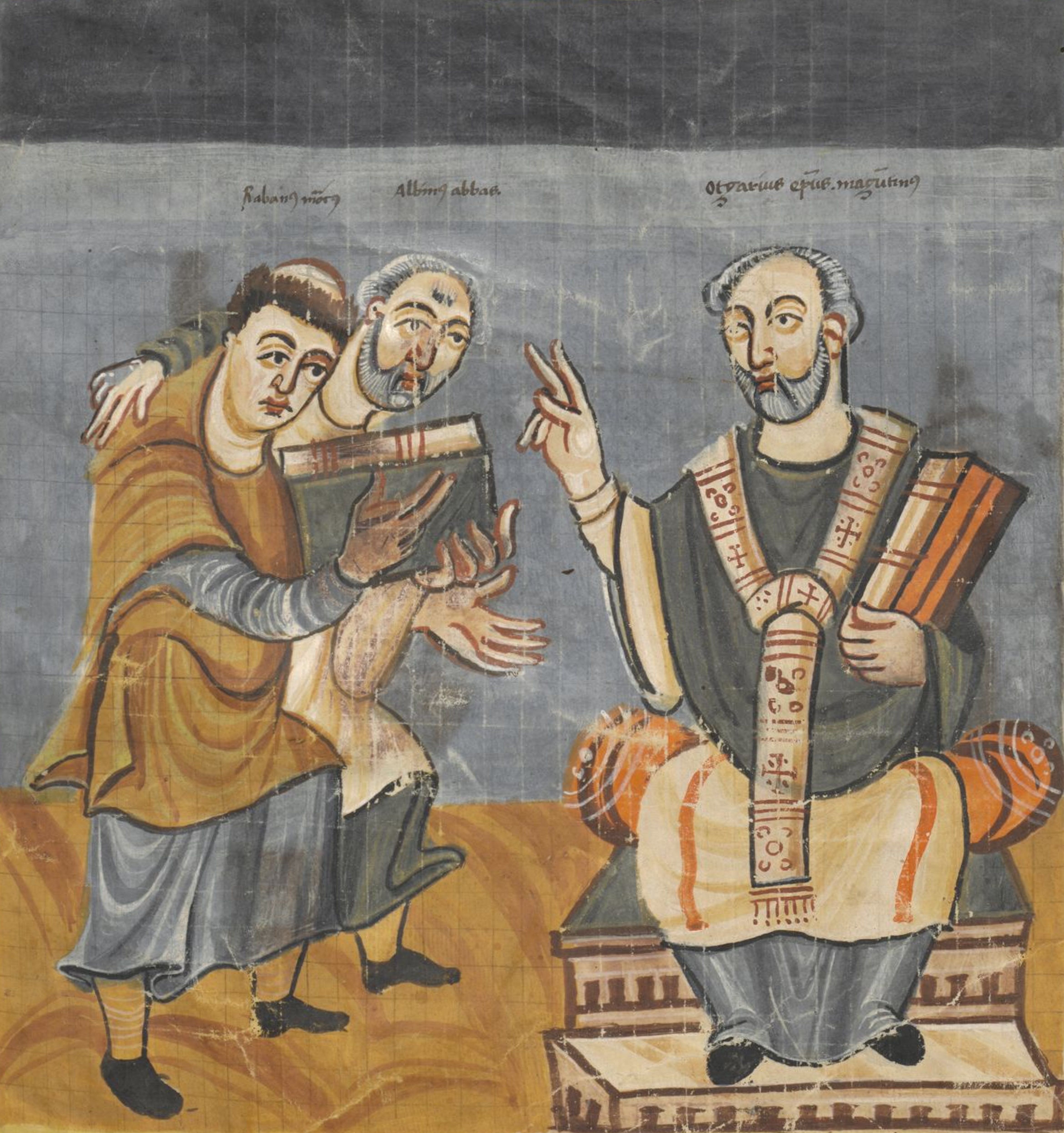
Alcuino de York y Rabano Mauro.

Muchos de los nuevos miembros de la iglesia provienen de antiguas instituciones gaélicas: los antiguos druidas, los brehones, los bardos, encontrarán su sitio en ella. Las familias reales fundarán iglesias y monasterios y situarán a sus hijos segundones al frente de las mismas, lo que creará un fuerte vínculo entre el poder terrenal y el espiritual. 
Durante los siglos VIII y IX se vivirá lo que se ha dado en llamar Edad de Oro del monasticismo irlandés. Los monasterios se transformarán en importantes centros académicos a los que llegarán estudiantes de todos los rincones de Europa, y los propios frailes irlandeses y sus discípulos volverán al continente, enseñando y predicando, fundando monasterios como San Columbano y llegando incluso a ser políticos de renombre, como Alcuino de York que llegó a ser consejero de Carlomagno. Figuras emblemáticas de la cultura medieval como Juan Escoto Erígena, Sedulio Escoto o Marianus Scotus eran irlandeses o estudiaron en monasterios irlandeses.
Sin embargo, la estrella del monasticimo irlandés comenzará a declinar durante el siglo X, y, poco a poco, irá apagándose. Ya en el siglo XII, la celebración del Sínodo de Cashel, tras la conquista normanda, puso punto final a la existencia de la iglesia celta que adoptó a partir de entonces los modos de la iglesia romana.